# Uomo impotente cercasi per serena convivenza
Uomo impotente cercasi per serena convivenza (Suche impotenten Mann fürs Leben in tedesco) è un romanzo della scrittrice tedesca Gaby Hauptmann pubblicato la prima volta in Germania nel 1995 

## Trama
Carmen e l'amica Laura, stanche di uomini che da loro desiderano una sola cosa, pensano che l'unica alternativa rimasta sia quella di cercare un uomo impotente che per forza anteponga i sentimenti al desiderio erotico. Un'altra amica più anziana e vicina di casa, Elvira, aiuta con i suoi consigli dettati da saggezza e in rete poi, a causa di un malinteso, Carmen contatta tra gli altri David che si rivelerà non essere esattamente la persona cercata. Il romanzo tuttavia si conclude con un lieto fine e ogni problema trova soluzione.

## Edizione originale
- (DE) Gaby Hauptmann, Suche impotenten Mann fürs Leben, München, Piper, 1995, OCLC 1116120964.

## Edizione italiana
- Gaby Hauptmann, Uomo impotente cercasi per serena convivenza, traduzione di Margherita Belardetti, Milano, Feltrinelli, 1997, ISBN 9788807814099, OCLC 797889478.

## Edizioni in altre lingue
- (EN) Gaby Hauptmann, In search of an impotent man, traduzione di Shaun Whiteside, London, Virago, 2001, SBN LO11421035.
- (RU) Gaby Hauptmann, Ищу импотента для совместной жизни, traduzione di IU G. Semina, Moskva, AST: Tranzit-kniga, 2004, OCLC 57498494.

## Trasposizioni cinematografiche
Nel 2003 il libro ha ispirato il film Suche impotenten Mann fürs Leben diretto da John Henderson.